# 음악 치료

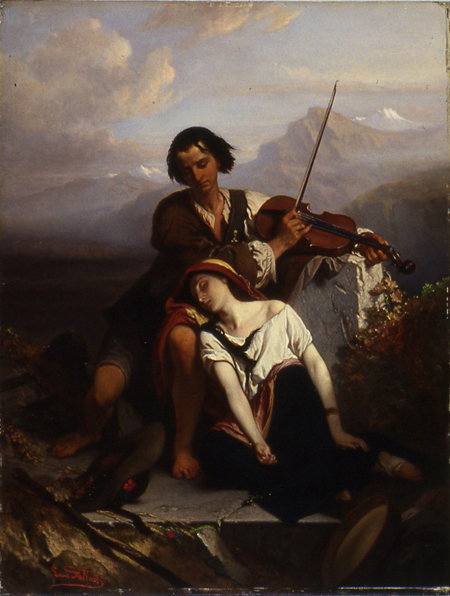

음악 치료(音樂治療, music therapy)는 예술 치료의 한 분야로, 음악을 매개로 심리 치료에 활용하는 분야이다. 음악 치료사들은 치매 환자나 어린 아이들의 몸과 마음을 치료해주고 있다. 음악요법이라고도 한다.

## 내용
음악 수단을 이용한 심리요법의 총칭이다. 음악감상, 가창, 기악연주, 무용, 음악 게임, 코러스 등을 이용한다. 공포·분노 등의 감정을 음악을 들음으로써 정신적인 안정을 주고, 욕구불만으로 인한 공격성을 타악기를 두드림으로써 해소시킨다. 또 현악기 등을 연주함으로써 정신·신체적 기능의 작용을 원활하게 한다.
또한 합주에 참여시켜 집단에 대한 소속감, 역할의식, 공동 성취감 등의 집단 요법적 만족감을 맛보게 하는 일이 가능하고, 소리의 세계에 대한 즐거움을 이용함으로써 환자 자신의 세계를 표현시킬 수 있게 하는 특징을 가지고 있다. 정신지체, 노인성 퇴행마비, 뇌성마비, 알코올 중독, 신경증 등의 심신장애치료에 두루 이용되고 있다.

## 같이 보기
- 예술 치료
- 시간생물학
- 음악심리학
- 음향심리학
- 정신신경면역학